# John Krish
John Jeffrey Krish (Londres, 4 de desembre de 1923 - 7 de maig de 2016) va ser un guionista i director de cinema anglès. Va dirigir i filmar moltes pel·lícules d'arxiu i en particular Our School el 1962, mostrant les maneres canviants de l'escola britànica i els darrers anys d'un examen d'11 anys.

## Filmografia parcial
- General Election[Enllaç no actiu] (1945) - editor
- The Elephant Will Never Forget (curtmetratge, 1953)[2] guionista i director
- Companions in Crime (1954)
- Captured (1959)
- Return To Life (curt, 1960)[2] - guionista, director i narrador
- They Took Us to the Sea (1961) - guionista i director
- Our School (1962) - guionista i director
- The Wild Affair (1963) - guionista i director
- Unearthly Stranger (1963)
- I Think They Call Him John (1964) - guionista i director
- Decline and Fall... of a Birdwatcher (1968)
- The Man Who Had Power Over Women (1970)
- Drive Carefully, Darling (curtmetratge, 1975)[2] - director i coguionista
- The Finishing Line (curtmetratge, 1977)[2] - director i coguionista
- Jesus (1979) - co-director
- Friend or Foe (1982)
- Out of the Darkness (1985) - guionista, director i editor